# Симфонія № 3 (Дворжак)
Симфонія № 3 op. 10, Мі-бемоль мажор — симфонія Антоніна Дворжака, написана, імовірно в 1872 році, вперше виконана 1874 року силами Празького філармонічного оркестру.
Складається з трьох частин:
1. Allegro moderato
2. Adagio molto, tempo di marcia
3. Allegro vivace